# Kojiki
Kojiki (古事記 kojiki; furukotofumi?), în limba japoneză Cartea lucrurilor vechi, reprezintă o culegere tradițională de mituri japoneze, alcătuită în anul 712 de Ono Yasumaro, din însărcinarea statului, spre a demonstra obârșia divină a împăraților niponi.
Acoperă o perioadă care începe cu zeii din mitologia japoneză și se sfârșește cu domnia împărătesei Suiko.